# Gabriel Roschini
Gabriel Roschini ou Gabrilele Maria Roschini (1900-1977) est un prêtre catholique italien et professeur de mariologie, qui a publié 900 articles sur le sujet. 

## Biographie
Alessandro Natale Roschini naît le 19 décembre 1900 à Castel Sant'Elia près de Viterbe. Il commence en 1918 son noviciat dans l'ordre des Servites de Marie et prend le nom de Frère Gabriele Maria. 
Pendant le pontificat du pape Pie XII, il a travaillé en étroite collaboration avec le Vatican sur les publications mariales[réf. nécessaire]. 
Il enseigne à l'Université pontificale du Latran ; il est aussi conseiller au Saint-Office (actuellement la Congrégation pour la Doctrine de la Foi) et pour la Congrégation pour les causes des saints[source insuffisante]. 
Il a fondé la revue Marianum en 1939 et l'a dirigé pendant trente ans. En 1950, sous le règne du pape Pie XII, il fonda la Faculté de théologie Marianum, qui est maintenant un institut pontifical, et en a été le recteur. Il a également contribué à la relance de la bibliothèque mariale[Quoi ?], qui a été transférée au Collège international de Saint Alexis Falconieri en 1946.
Son premier travail est une mariologie en quatre volumes, Il Capolavoro di Dio. Il signe 900 publications, surtout sur la mariologie,. Selon le Dictionnaire encyclopédique de Marie, il présente la corédemption par Marie de façon particulière ; pour lui, la Vierge n'est pas seulement la mère de Jésus, mais elle entre aussi en union spirituelle avec son fils. 
Pietro Parrotta consacre un livre à la corédemption par Marie dans l'œuvre de Gabriel Roschini.[source insuffisante]
Le père Gabriel Roschini est l’un des grands défenseurs de l’œuvre de la mystique italienne Maria Valtorta dont les visions ne sont à  ce jour pas reconnues par l'Église catholique.
Une place porte son nom à Castel Sant'Elia.

## Livres
- Il Capolavoro di Dio, Mariology in IV volumes, Roma 1933
- Compendium Mariologiae, Roma, 1946
- La Mariologia di Sant'Antonio da Padova, in Marianum, Roma, 1946
- La Madonna secondo la fede e la Teologia, Roma, 1950
- La Mariologia di San Tommaso, Roma, 1950
- Mariologia, Roma, 1952
- La Madonna secondo la fede e la teologia  IV volumes, Roma  1953 1954
- Il dottore Mariano, Studio sulla dottrina di San Bernardo di Chiaravalle, Roma 1953
- The Virgin Mary in the Writings of Maria Valtorta, Kolbe's Publications  (ISBN 2-920285-08-4)
- Dizionario di Mariologia, Roma, 1957
- Il misteri di Maria considerato alla luce del mistero di Cristo  e della Chiesa, Roma  1973